# Canal de Celilo

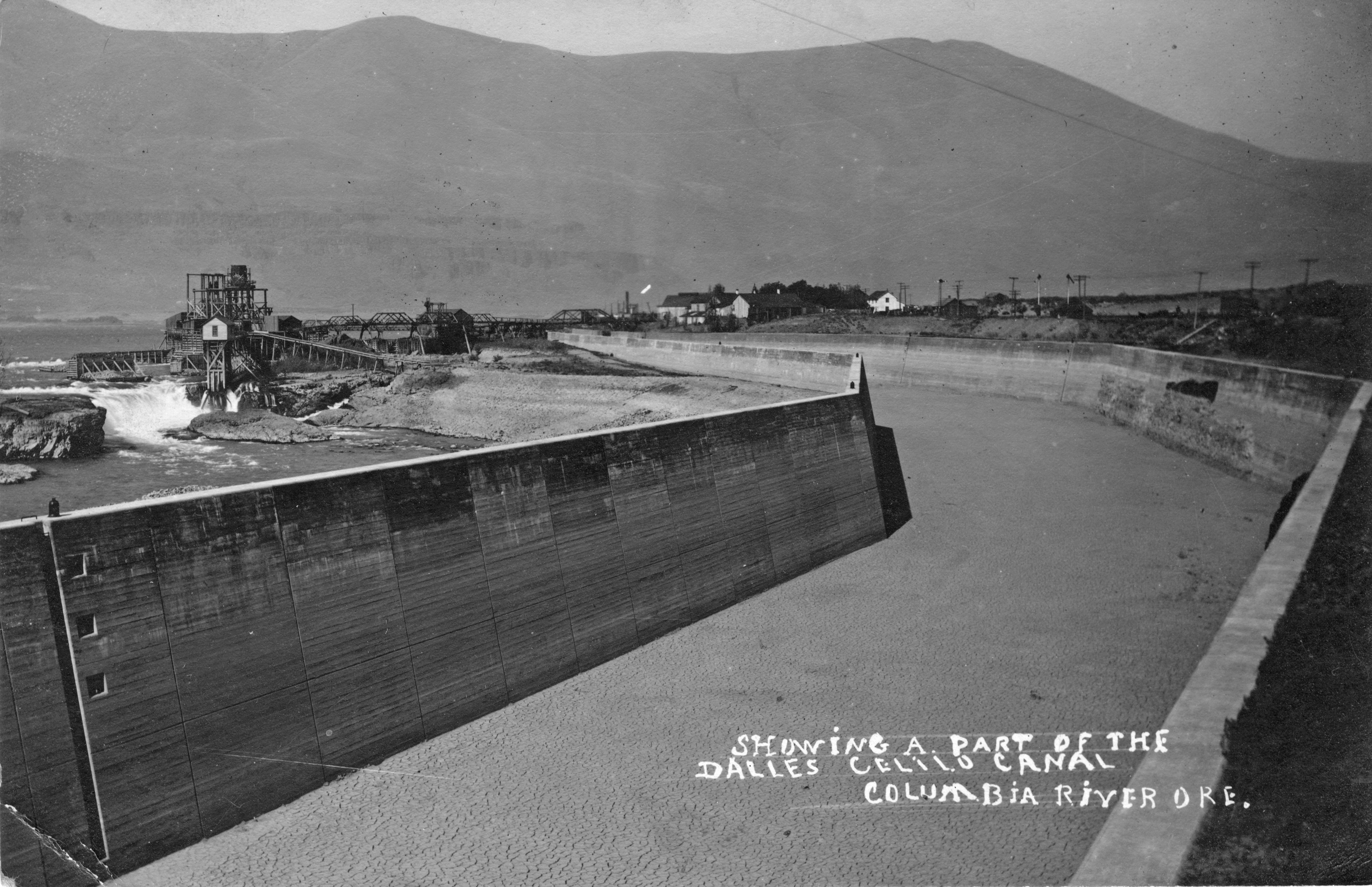
Canal de Celilo

Le canal de Celilo était un canal reliant deux points du fleuve Columbia entre les États de l'Oregon et de Washington aux États-Unis juste à l'est de la ville de The Dalles.
Il a été construit au début des années 1900 pour éviter les chutes de Celilo, navigable seulement à marée haute. Le canal et les chutes ont été submergées bien plus tard par le lac Celilo à la suite de la construction du barrage de The Dalles.